# Final Fantasy Legend II
Final Fantasy Legend II (Sa・Ga2 秘宝伝説?, Sa・Ga2: Hihō Densetsu) è un videogioco di ruolo alla giapponese sviluppato da Square, uscito nel 1991 per la console Game Boy e secondo capitolo della serie spin-off SaGa. Nel 2009 è stato messo in commercio un remake per Nintendo DS, dal titolo SaGa 2 Hihō Densetsu: Goddess of Destiny (サガ2秘宝伝説 GODDESS OF DESTINY?).